# باشگاه فوتبال استقلال تهران در فصل ۷۹–۱۳۷۸
فصل ۷۹–۱۳۷۸ پنجاه و چهارمین سال حضور تیم فوتبال باشگاه استقلال در مسابقات فوتبال در ایران بود. استقلال در این فصل در مسابقات جام آزادگان ۷۹–۱۳۷۸، جام حذفی ۷۹–۱۳۷۸ و جام برندگان جام آسیا ۲۰۰۰–۱۹۹۹ شرکت کرد و در پایان موفق به قهرمانی در جام حذفی و دومی در لیگ شد. استقلال در جام برندگان جام آسیا موفقیت خاصی کسب نکرد و در مرحله دوم حذف شد.

## پیش‌زمینه
استقلال فصل را با هدایت سکومورخوف مربی روس که اواخر فصل پیش هدایت استقلال را بر عهده گرفته بود آغاز کرد. خریدهای تازه استقلال همچون علی لطیفی، علی‌رضا واحدی‌نیک‌بخت و ستار همدانی تیم را در بازی‌های این فصل تقویت کرده بودند. بازیکنانی همچون محمد تقوی، علی چینی و آتیلا حجازی از میان جداشدگان پیش از فصل استقلال بودند.

## شرح فصل
استقلال فصل را خوب آغاز کرد و موفق به کسب ۹ برد در ۱۳ بازی اول شد، اما در ادامه راه با نتایج ضعیف به ویژه حذف در مرحله دوم جام برندگان جام آسیا تیم استقلال افت کرد. بازی استقلال و فجر سپاسی در شیراز دارای حواشی زیادی بود و نیمه‌تمام ماند. این بازی در نهایت ۰–۳ به سود تیم میزبان اعلام شد و فرهاد مجیدی و احمد مومن‌زاده مهاجمان استقلال به ترتیب ۱۰ و ۶ بازی محروم شدند. مجیدی به دنبال این محرومیت از استقلال به راپید وین اتریش منتقل شد. در زمستان نتایج ضعیف استقلال ادامه یافت و در نهایت فتح‌الله‌زاده مدیر عامل باشگاه در ۶ اسفند ۱۳۷۸ سکوموروخوف را برکنار کرد و منصور پورحیدری که در آن زمان مربی تیم ملی بود از سمتش استعفا داد و استقلال را در ادامه فصل هدایت کرد. استقلال در نهایت با هدایت پورحیدری موفق شد عنوان قهرمانی جام حذفی را از آن خود کند. استقلال در دیدار فینال تیم بهمن کرج را ۳–۱ مغلوب کرد. این بازی آخرین بازی تاریخ باشگاه بهمن بود و امتیاز این تیم بعد از این فصل به تیم پیکان تهران منتقل شد. از مجموع ۳۷ بازی این فصل ۲۴ بازی با هدایت سکوموروخوف و ۱۳ بازی با هدیت منصور پورحیدری انجام شد.

### اردوی آلمان
تیم استقلال در این فصل یک اردوی ۱۰ روزه در آلمان برگزار کرد. این اردو از تاریخ ۲۳ تیر و با اعزام کاروان آبی‌پوشان به آلمان آغاز شد. استقلال در این اردو در یک جام یک روزه و تک نیمه‌ای در برابر دو تیم بایر لورکوزن و فورتونا کلن قرار گرفت. این جام یک روزه در تاریخ ۲۵ تیر ۱۳۷۸ و در ورزشگاه زود اشتادیون شهر کلن برگزار شد. در نیمه اول استقلال در برابر تیم فورتونا کلن به تساوی ۰ بر ۰ رسید. 
به علت مساوی شدن در پایان نیمه ضربات پنالتی زده شد که تیم استقلال در ضربات پنالتی ۴ بر ۲ مغلوب شد. در نیمه دوم (بازی دوم) تیم استقلال به مصاف تیم بایر لورکوزن آلمان رفت که با نتیجه ۴ بر ۱ شکست خورد. تک گل استقلال در این بازی را فرهاد مجیدی به ثمر رساند. و در نیمه سوم این هم تیم فورتونا کلن با نتیجه ۳ بر ۲ تیم بایر لورکوزن را شکست داد. در این بازیها داریوش یزدانی در تیم بایر لورکوزن و علی موسوی در تیم فورتونا کلن بازی کردند.اعضای کاروان استقلال در تاریخ دوم مرداد با پایان اردوی آلمان به تهران بازگشت.

## بازی‌ها

### لیگ آزادگان
منبع
| ۲۲ مرداد ۱۳۷۸ ۱ | تراکتورسازی تبریز              | ۱ – ۳ | استقلال تهران                                    | تبریز                               |
|                 | رستمی ۸' · آقایی  · ناصر ساعی  | گزارش | نوازی ۲۵' (پنالتی) · واحدی‌نیکبخت ۳۲' · مجیدی ۵۰' | ورزشگاه: تختی تبریز داور: علی خسروی |

| ۲۹ مرداد ۱۳۷۸ ۲ | استقلال تهران                             | ۱ – ۱ | سایپا تهران | تهران                          |
|                 | مجیدی ۸۵' · حسن‌زاده · بختیاری‌زاده · مجیدی | گزارش | جمشیدی ۸۸'  | ورزشگاه: آزادی داور: ایرج نظری |

| ۳ | سپاهان اصفهان | v | استقلال تهران |  |

| ۴ | استقلال تهران | v | چوکا تالش |  |

| ۲ مهر ۱۳۷۸ ۵ (دربی ۴۸) | پیروزی تهران                 | ۰ – ۰ | استقلال تهران                            | تهران                         |
|                        | محمدخانی '۲۵ · حلالی '۱۵ '۳۰ | گزارش | زرینچه مهدوی نوازی اکبرپور مجیدی حسن‌زاده | ورزشگاه: آزادی داور: عمر مهنا |

| ۶ مهر ۱۳۷۸ ۶ | فولاد خوزستان                                                | ۲ – ۰ | استقلال تهران | اهواز                               |
|              | خلیفه اصل ۴۸' · زاهدی ۵۹' · عبدالرضا سعدی '۶۱  · رمضان حلاف  | گزارش | مهدوی محمودی  | ورزشگاه: تختی اهواز داور: ایرج نظری |

| ۱۱ مهر ۱۳۷۸ ۷ | بهمن کرج | ۰ – ۳ | استقلال تهران                                                              | تهران                                |
|               | واعظی    | گزارش | مجیدی ۴۱' · نوازی ۴۷' (پنالتی) · فکری ۸۷' · همدانی · فکری · مجیدی · محمودی | ورزشگاه: تختی تهران داور: جلال مرادی |

| ۱۵ مهر ۱۳۷۸ ۸ | استقلال تهران               | ۲ – ۰ | ایرسوتر نوشهر            | تهران                                 |
|               | لطیفی ۴۴' · واحدی‌نیکبخت ۵۰' | گزارش | مهران بهنامی  مهیار شمس  | ورزشگاه: آزادی داور: فریدون اصفهانیان |

| ۲۲ مهر ۱۳۷۸ ۳ | سپاهان اصفهان                        | ۱ – ۴ | استقلال تهران                                                                  | اصفهان                                                    |
|               | بصیرت ۷۵' · بصیرت  · فرزانه  · ویسی  | گزارش | لطیفی ۳۰' · داداش‌زاده ۴۰' · واحدی‌نیکبخت ۷۹' · نوازی ۸۵' (پنالتی) · بختیاری‌زاده | ورزشگاه: ۲۲ بهمن اصفهان تماشاگران: ۳۰۰۰۰ داور: حسین عسگری |

| ۲۷ مهر ۱۳۷۸ ۹ | صنعت نفت آبادان | ۰ – ۱ | استقلال تهران                                  | آبادان                                                |
|               |                 | گزارش | همدانی ۳۷' (پنالتی) · نوازی · مومن‌زاده · مجیدی | ورزشگاه: تختی آبادان تماشاگران: ۲۰۰۰۰ داور: ایرج نظری |

| ۲ آبان ۱۳۷۸ ۱۰ | استقلال تهران           | ۲ – ۱ | ذوب‌آهن اصفهان              | تهران                                                  |
|                | فکری ۲۳'، ۲۵' · همدانی  | گزارش | صاحبی ۶۷' (پنالتی) · کرمی  | ورزشگاه: تختی تهران تماشاگران: ۲۰۰۰۰ داور: احمد ابهران |

| ۷ آبان ۱۳۷۸ ۱۱ | پاس تهران                                     | ۱ – ۱ | استقلال تهران                     | تهران                                 |
|                | محمدوند ۳۸' · شهبازیان  · فلاحت‌زاده  · خطیبی  | گزارش | اکبرپور ۳۵' · بختیاری‌زاده · نوازی | ورزشگاه: آزادی داور: فریدون اصفهانیان |

| ۱۱ آبان ۱۳۷۸ ۴ | استقلال تهران       | ۲ – ۰ | چوکا تالش     | تهران                                               |
|                | فکری ۸' · مجیدی ۸۱' | گزارش | نریمان نعمتی  | ورزشگاه: آزادی تماشاگران: ۱۰۰۰۰ داور: محمدعلی فروغی |

| ۱۷ آبان ۱۳۷۸ ۱۲ | فجرسپاسی شیراز                                                         | ۳(۲) – (۱)۰ | استقلال تهران                                                           | شیراز                                  |
| | رضایی کمال ۷۰' (پنالتی) · اسماعیلی ۸۲' · سیدعباسی  · قاسم رحمان ستایش  | گزارش       | داداش‌زاده ۳۵' · مجیدی '۸۶ · مومن‌زاده '۸۶ · حسن‌زاده · بختیاری‌زاده · فکری | ورزشگاه: حافظیه شیراز تماشاگران: ۳۵۰۰۰ |
| یادداشت: این بازی تا دقیقه ۸۵ با نتیجه ۲-۱ به سود تیم فجرسپاسی در جریان بود که در این دقیقه با سنگ‌پرانی تماشاگران نیمه‌تمام ماند و سپس کمیته انضباطی نتیجه بازی را ۰-۳ به سود فجرسپاسی اعلام کرد. |                                                                        |             |                                                                         |                                        |

| ۲۳ آبان ۱۳۷۸ ۱۳ | استقلال تهران           | ۱ – ۰ | ابومسلم خراسان | تهران                                          |
|                 | لطیفی ۵۵' · واحدی‌نیکبخت | گزارش | وحید خداوردی   | ورزشگاه: آزادی تماشاگران: ۷۰۰۰ داور: ایرج نظری |

| ۴ بهمن ۱۳۷۸ ۱۴ | استقلال تهران         | ۱ – ۱ | تراکتورسازی تبریز            | تهران                           |
|                | داداش‌زاده ۵۰' · نوازی | گزارش | زارعی ۳۰' · فرشباف  · پژمان  | ورزشگاه: آزادی داور: حسین عسگری |

| ۱۵ | سایپا تهران | v | استقلال تهران |  |

| ۱۰ بهمن ۱۳۷۸ ۱۶ | استقلال تهران             | ۲ – ۱ | سپاهان اصفهان                 | تهران                                               |
|                 | نیک‌سیرت ۴۸' · اکبرپور ۷۶' | گزارش | استپانیان ۵۷'  · باغبانباشی   | ورزشگاه: آزادی تماشاگران: ۱۰۰۰۰ داور: محمدعلی فروغی |

| ۱۹ بهمن ۱۳۷۸ ۱۷ | چوکا تالش                     | ۰ – ۰ | استقلال تهران                | تالش                                                      |
|                 | صابر تقی‌زاده  رحمت فیضی مقدم  | گزارش | بختیاری‌زاده  · نیک‌سیرت  '۸۲  | ورزشگاه: پوریای ولی تالش تماشاگران: ۱۲۰۰۰ داور: ایرج نظری |

| ۲۴ بهمن ۱۳۷۸ ۱۵ | سایپا تهران | ۰ – ۱ | استقلال تهران                                   | تهران                                          |
|                 |             | گزارش | محمودی ۵۵' · واحدی‌نیکبخت · حاجی‌پور · داداش‌زاده  | ورزشگاه: آزادی تماشاگران: ۷۰۰۰ داور: علی خسروی |

| ۴ اسفند ۱۳۷۸ ۱۹ | استقلال تهران | ۰ – ۰ | فولاد خوزستان | تهران                                             |
|                 |               | گزارش | بختیاری‌زاده   | ورزشگاه: آزادی تماشاگران: ۱۰۰۰۰ داور: احمد ابهران |

| ۸ اسفند ۱۳۷۸ ۱۸ (دربی ۴۹) | استقلال تهران                                                  | ۰ – ۲ | پیروزی تهران                               | تهران                                             |
|                           | همدانی '۳۵ · واحدی‌نیکبخت · نوازی · فکری · بختیاری‌زاده · یزدانی | گزارش | هاشمی‌نسب ۸' · رأفت ۸۱' · استیلی · انصاریان | ورزشگاه: آزادی تماشاگران: ۹۰۰۰۰ داور: مارکوس مرک  |

| ۱۳ اسفند ۱۳۷۸ ۲۰ | استقلال تهران           | ۰ – ۰ | بهمن کرج | تهران                                            |
|                  | عامری  جابری  طهماسبی   | گزارش |          | ورزشگاه: آزادی تماشاگران: ۱۰۰۰۰ داور: حسین عسگری |

| ۱۸ اسفند ۱۳۷۸ ۲۱ | ایرسوتر نوشهر       | ۱ – ۱ | استقلال تهران                                          | تهران                                |
|                  | رمضانی ۷۲' · محمودی | گزارش | همدانی  '۴۵ · محمدی ۷۴' · واحدی‌نیکبخت · همدانی · نوازی | ورزشگاه: شهدای نوشهر داور: ایرج نظری |

| ۲۲ اسفند ۱۳۷۸ ۲۲ | استقلال تهران | ۰ – ۰ | صنعت نفت آبادان | تهران                                                |
|                  |               | گزارش |                 | ورزشگاه: آزادی  تماشاگران: ۵۰۰۰ داور: رحیم رحیمی‌مقدم |

| ۹ اردیبهشت ۱۳۷۹ ۲۳ | ذوب‌آهن اصفهان                        | ۱ – ۴ | استقلال تهران                                             | تهران                                    |
|                    | صاحبی ۶۱ · مهابادی ۶۳' · مهابادی '۸۰ | گزارش | لطیفی ۲۶' · اکبرپور ۵۳' · یزدانی ۷۰' · نوازی ۷۹' · یزدانی | ورزشگاه: فولادشهر اصفهان داور: علی خسروی |

| ۱۶ اردیبهشت ۱۳۷۹ ۲۴ | استقلال تهران                                      | ۳ – ۰ | پاس تهران | تهران                                           |
|                     | لطیفی ۱۵' · داداش‌زاده ۲۹' · فکری ۵۳' · بختیاری‌زاده | گزارش | نکونام    | ورزشگاه: آزادی تماشاگران: ۳۰۰۰۰ داور: ایرج نظری |

| ۲۲ اردیبهشت ۱۳۷۹ ۲۵ | استقلال تهران | ۰ – ۰ | فجرسپاسی شیراز  | تهران                                                |
|                     |               | گزارش | رضایی  فرامرزی  | ورزشگاه: آزادی  تماشاگران: ۳۰۰۰۰ داور: محمدعلی فروغی |

#### جایگاه در جدول
| # | تیم      | بازی | برد | مساوی | باخت | گلِ‌زده | گلِ‌خورده | تفاضل | امتیاز |
| - | -------- | ---- | --- | ----- | ---- | ----- | ------- | ----- | ------ |
| ۱ | پیروزی   | ۲۶   | ۱۵  | ۹     | ۲    | ۴۵    | ۲۳      | ۲۲    | ۵۴     |
| ۲ | استقلال  | ۲۶   | ۱۲  | ۱۱    | ۳    | ۳۲    | ۱۶      | ۱۶    | ۴۷     |
| ۳ | فجرسپاسی | ۲۶   | ۱۱  | ۱۱    | ۴    | ۳۷    | ۱۸      | ۱۹    | ۴۴     |
| ۴ | سپاهان   | ۲۶   | ۱۱  | ۹     | ۶    | ۲۸    | ۱۹      | ۹     | ۴۲     |

### جام حذفی
منبع
| ۱۷ آذر ۱۳۷۸ یک شانزدهم نهایی | مس کرمان | ۰ – ۳ | استقلال تهران                                                   | کرمان                                             |
|                              |          | گزارش | فکری ۴۲' · اکبرپور ۵۶' · لطیفی ۵۸' · برومند · محمدی · داداش‌زاده | ورزشگاه: شهید سلیمی‌کیا کرمان داور: غلامعلی همیراد |

| ۲۴ آذر ۱۳۷۸ یک شانزدهم نهایی                                                                     | استقلال تهران                                                                 | ۵ – ۰ | مس کرمان | تهران                                    |
|                                                                                                  | اکبرپور ۴۹' · حاجی‌پور ۵۶' · نوازی ۶۰' (پنالتی) · لطیفی ۶۲'، ۷۵' · واحدی‌نیکبخت | گزارش |          | ورزشگاه: تختی تهران داور: رحیم رحیمی‌مقدم |
| یادداشت: به دلیل رای کمیته انضباطی مبنی بر محرومیت استقلال، این بازی بدون حضور تماشاگر برگزار شد |                                                                               |       |          |                                          |

| ۱ اردیبهشت ۱۳۷۹ ⅛ نهایی                        | استقلال تهران                          | ۲ – ۱ (وقت اضافه) | کشاورز تهران                             | تهران                                             |
|                                                | داداش‌زاده ۶۹' · همدانی '۱۱۱ · مومن‌زاده | گزارش             | پاشایی ۷۳' · یزدی  · مهربد  · غفوری‌اصل   | ورزشگاه: آزادی تماشاگران: ۵۰۰۰ داور: فرج‌اله یثربی |
| یادداشت: گل ستار همدانی شامل قانون گل طلایی شد |                                        |                   |                                          |                                                   |

| ۲۷ اردیبهشت ۱۳۷۹ ¼ نهایی | ایرسوتر نوشهر                 | ۱ – ۱ | استقلال تهران                     | نوشهر                                                      |
|                          | طهماسبی ۱' · زرینچه · طهماسبی | گزارش | امیدرضا رمضانی ۱۷' · پاشا رمضانی  | ورزشگاه: شهدای نوشهر تماشاگران: ۱۲۰۰۰ داور: رحیم رحیمی‌مقدم |

### جام برندگان جام آسیا
منبع
| ۵ شهریور ۱۳۷۸ ۱/۱۶ نهایی | استقلال تهران                                           | ۷ – ۰ | هومنتمن لبنان  | تهران                                |
|                          | لطیفی ۲۰'، ۵۵'، ۸۵' · مجیدی ۳۴'، ۶۴'، ۶۶' · اکبرپور ۶۷' | گزارش | سامی محمد کلیت | ورزشگاه: آزادی تهران داور: قادر حاجی |

| ۲۵ شهریور ۱۳۷۸ ۱/۱۶ نهایی | هومنتمن لبنان              | ۰ – ۸ | استقلال تهران                                                              | بیروت                             |
|                           | سمیر احد بکری ابراهیم حمود | گزارش | واحدی‌نیکبخت ۳۲' · لطیفی ۳۸'، ۸۹' · مومن‌زاده ۴۴' · مجیدی ۶۳'، ۷۵'، ۸۵'، ۸۶' | ورزشگاه: برج حمود داور: فهد دامسی |

| ۵ آذر ۱۳۷۸ ۱/۸ نهایی                                                    | الاتحاد عربستان         | ۱ – ۰ | استقلال تهران | جده                                                            |
|                                                                         | حمزه ادریس ۲۷' (پنالتی) | گزارش | همدانی زرینچه | ورزشگاه: خالی الوفاض جده تماشاگران: ۲۰۰۰۰ داور: عبدالله الحجمی |
| یادداشت: خطای پنالتی توسط هادی طباطبایی بر روی روبرتو دونادونی انجام شد |                         |       |               |                                                                |

| ۱۲ آذر ۱۳۷۸ ۱/۸ نهایی | استقلال تهران | ۱ – ۱ | الاتحاد عربستان     | تهران                                 |
|                       | فکری ۷۵'      | گزارش | محمد صالح هساوی ۹۰' | ورزشگاه: آزادی تهران داور: محمود عباس |

### چهارجانبه کیش
| ۶ مرداد ۱۳۷۸ نیمه‌نهایی | منتخب کیش                                              | ۱ – ۰ | استقلال تهران    | کیش                                   |
|                        | یدالله سلیمانی ۱۵' · یدالله سلیمانی '۲۵ · توفیق عامری  | گزارش | مجیدی (نیمه دوم) | ورزشگاه: المپیک کیش داور: مسعود مرادی |

| ۸ مرداد ۱۳۷۸ رده‌بندی | استقلال تهران                                              | ۴ – ۲ | پاس تهران               | کیش                                  |
|                      | محمودی ۲۴' · مجیدی ۵۵' · صاحب‌جمعی ۷۷' (پنالتی) · نوازی ۹۰' | گزارش | خطیبی ۶۷'، ۸۹' (پنالتی) | ورزشگاه: المپیک کیش داور: مسعود فلاح |

### بازی دوستانه
| ۲۷ تیر ۱۳۷۸ دوستانه ۱ | برگیش گلادباخ | ۰ – ۱ | استقلال تهران | آلمان |
|                       |               |       | مجیدی         |       |

| ۷ مرداد ۱۳۷۸ دوستانه ۲ | استقلال تهران                      | ۶ – ۰ | امید هرمزگان | کیش                 |
|                        | لطیفی · نعمتی‌نژاد · مجیدی · نوروزی |       |              | ورزشگاه: المپیک کیش |

| ۱۱ شهریور ۱۳۷۸ دوستانه ۳                                                                            | استقلال تهران                                          | ۲ – ۲ | تسمیران تهران                                   | تهران                   |
| | لطیفی نیمه اول · مرفاوی نیمه دوم  · مهابادی  'نیمه اول |       | بهزاد ایمانی نیمه اول  · سعید کلاشلو  نیمه دوم  | ورزشگاه: مرغوبکار تهران |
| یادداشت: در شروع نیمه دوم و با هماهنگی مربیان دو تیم استقلال یک بازیکن به جای مهابادی وارد زمین کرد |                                                        |       |                                                 |                         |

| ۱۵ شهریور ۱۳۷۸ دوستانه ۴ | استقلال تهران  | ۲ – ۰ | فجرسپاه تهران | تهران                   |
|                          | فکری · مهابادی |       |               | ورزشگاه: مرغوبکار تهران |

| ۱۸ شهریور ۱۳۷۸ دوستانه ۵ | استقلال تهران                | ۳ – ۰ | اتکا تهران | تهران                   |
|                          | لطیفی · واحدی‌نیکبخت · مرفاوی |       |            | ورزشگاه: مرغوبکار تهران |

| ۱۳۷۸ دوستانه ۶ | استقلال تهران | ۲ – ۴ | نساجی مازندران | تهران                   |
|                |               |       |                | ورزشگاه: مرغوبکار تهران |

| ۳۰ آبان ۱۳۷۸ دوستانه ۷ | استقلال تهران           | ۶ – ۴ | استقلال اهواز | تهران                   |
|                        | مجیدی · مومن‌زاده · فکری |       |               | ورزشگاه: مرغوبکار تهران |

| ۲۰ دی ۱۳۷۸ دوستانه ۸ | استقلال تهران | ۱ – ۱ | آرارات تهران | تهران                   |
|                      | ملکیان        |       |              | ورزشگاه: مرغوبکار تهران |

| ۲۳ دی ۱۳۷۸ دوستانه ۹ | استقلال تهران    | ۲ – ۰ | مهمات‌سازی تهران | تهران               |
|                      | محمودی · نیک‌سیرت |       |                 | ورزشگاه: صنایع دفاع |

| ۲۸ دی ۱۳۷۸ دوستانه ۱۰ | استقلال تهران                     | ۵ – ۱ | تسمیران تهران | تهران                   |
|                       | خذیراوی · نیک‌سیرت · مهدوی · لطیفی |       |               | ورزشگاه: مرغوبکار تهران |

| ۱۴ بهمن ۱۳۷۸ دوستانه ۱۱ | استقلال تهران               | ۴ – ۰ | اتکا تهران | تهران                   |
|                         | نیک‌سیرت · داداش‌زاده · لطیفی |       |            | ورزشگاه: مرغوبکار تهران |

| ۲۲ فروردین ۱۳۷۹ دوستانه ۱۲ | استقلال تهران            | ۳ – ۰ | بسیج خزانه تهران | تهران                   |
|                            | لطیفی · یزدانی · نیک‌سیرت |       |                  | ورزشگاه: مرغوبکار تهران |

| ۲۸ فروردین ۱۳۷۹ دوستانه ۱۳ | استقلال تهران                          | ۴ – ۰ | فجرسپاه تهران | تهران                   |
|                            | مومن‌زاده · اکبرپور · طهماسبی · نیک‌سیرت |       |               | ورزشگاه: مرغوبکار تهران |

## آمار فصل

### عملکرد کلی
| عنوان بازیها     | بازی | برد | مساوی | باخت | گل زده | گل‌خورده | تفاضل | درصد برد |
| ---------------- | ---- | --- | ----- | ---- | ------ | ------- | ----- | -------- |
| لیگ آزادگان      | ۲۶   | ۱۲  | ۱۱    | ۳    | ۳۲     | ۱۶      | ۱۶    | ۴۶٪      |
| جام حذفی         | ۷    | ۶   | ۱     | ۰    | ۲۲     | ۴       | ۱۸    | ۸۶٪      |
| جام برندگان آسیا | ۴    | ۲   | ۱     | ۱    | ۱۶     | ۲       | ۱۴    | ۵۰٪      |
| جمع              | ۳۷   | ۲۰  | ۱۳    | ۴    | ۷۰     | ۲۲      | ۴۸    | ۵۴٪      |

### تعداد بازی
| #  | بازیکن             | مسابقات     | مسابقات  | مسابقات         | جمع |
| #  | بازیکن             | لیگ آزادگان | جام حذفی | جام در جام آسیا | جمع |
| -- | ------------------ | ----------- | -------- | --------------- | --- |
| ۱  | علیرضا واحدی‌نیکبخت | ۲۴          | ۷        | ۴               | ۳۵  |
| ۱  | علیرضا اکبرپور     | ۲۴          | ۷        | ۴               | ۳۵  |
| ۳  | بهزاد داداش‌زاده    | ۲۴          | ۶        | ۴               | ۳۴  |
| ۳  | محمد نوازی         | ۲۳          | ۷        | ۴               | ۳۴  |
| ۵  | محمود فکری         | ۲۲          | ۵        | ۳               | ۳۰  |
| ۶  | سهراب بختیاری‌زاده  | ۲۱          | ۴        | ۴               | ۲۹  |
| ۷  | هادی طباطبایی      | ۲۱          | ۵        | ۲               | ۲۸  |
| ۸  | احمد مومن‌زاده      | ۲۰          | ۴        | ۳               | ۲۷  |
| ۸  | ستار همدانی        | ۱۹          | ۵        | ۳               | ۲۷  |
| ۱۰ | علی لطیفی          | ۱۹          | ۳        | ۴               | ۲۶  |
| ۱۱ | جواد زرینچه        | ۱۲          | ۷        | ۴               | ۲۳  |
| ۱۲ | کاظم محمودی        | ۱۸          | ۴        | ۰               | ۲۲  |
| ۱۳ | محمدرضا مهدوی      | ۱۱          | ۷        | ۲               | ۲۰  |
| ۱۴ | افشین حاجی‌پور      | ۱۱          | ۵        | ۱               | ۱۶  |
| ۱۵ | پیمان صاحب‌جمعی     | ۱۰          | ۳        | ۲               | ۱۵  |
| ۱۶ | ارسطو محمدی        | ۱۱          | ۳        | ۰               | ۱۴  |
| ۱۶ | فرهاد مجیدی        | ۱۰          | ۰        | ۴               | ۱۴  |
| ۱۸ | رضا حسن‌زاده        | ۹           | ۰        | ۲               | ۱۱  |
| ۱۸ | فرد ملکیان         | ۹           | ۰        | ۲               | ۱۱  |
| ۱۸ | محمد نیک‌سیرت       | ۹           | ۲        | ۰               | ۱۱  |
| ۱۸ | داریوش یزدانی      | ۶           | ۵        | ۰               | ۱۱  |
| ۲۲ | پرویز برومند       | ۵           | ۲        | ۲               | ۹   |
| ۲۳ | مجاهد خذیراوی      | ۷           | ۰        | ۰               | ۷   |
| ۲۴ | سیروس نعمتی‌نژاد    | ۳           | ۱        | ۱               | ۵   |
| ۲۵ | بهمن طهماسبی       | ۲           | ۲        | ۰               | ۴   |
| ۲۶ | محمد تقوی          | ۲           | ۰        | ۰               | ۲   |
| ۲۷ | داوود مهابادی      | ۱           | ۰        | ۰               | ۱   |
| ۲۷ | شهریار داستان      | ۰           | ۱        | ۰               | ۱   |

### گلزنان
استقلال در مجموع ۶۹ گل در فصل به ثمر رساند. استقلال هشت بار صاحب ضربه پنالتی شد که هفت پنالتی گل شد و یک پنالتی نیز توسط ستار همدانی از دست رفت. محمد نوازی پنج پنالتی را گل کرد و علی لطیفی و ستار همدانی هر کدام یک پنالتی را گل کردند. در بازی نیمه‌تمام استقلال و فجر سپاسی بهزاد دادش‌زاده یک گل برای استقلال به ثمر رسانده بود که آن گل در این جدول منظور نشده‌است.
| ردیف | گلزنان             | جام آزادکان | جام حذفی | جام برندگان | جمع |
| ---- | ------------------ | ----------- | -------- | ----------- | --- |
| ۱    | علی لطیفی          | ۵           | ۴        | ۵           | ۱۴  |
| ۲    | فرهاد مجیدی        | ۴           | ۰        | ۷           | ۱۱  |
| ۳    | محمود فکری         | ۵           | ۱        | ۱           | ۷   |
| ۳    | محمد نوازی         | ۴           | ۳        | ۰           | ۷   |
| ۳    | داریوش یزدانی      | ۱           | ۶        | ۰           | ۷   |
| ۶    | علیرضا اکبرپور     | ۳           | ۲        | ۱           | ۶   |
| ۷    | علیرضا واحدی‌نیکبخت | ۳           | ۱        | ۱           | ۵   |
| ۷    | بهزاد داداش‌زاده    | ۳           | ۱        | ۰           | ۵   |
| ۹    | ستار همدانی        | ۱           | ۱        | ۰           | ۲   |
| ۱۰   | کاظم محمودی        | ۱           | ۰        | ۰           | ۱   |
| ۱۰   | محمد نیک‌سیرت       | ۱           | ۰        | ۰           | ۱   |
| ۱۰   | ارسطو محمدی        | ۱           | ۰        | ۰           | ۱   |
| ۱۰   | بهمن طهماسبی       | ۰           | ۱        | ۰           | ۱   |
| ۱۰   | احمد مومن‌زاده      | ۰           | ۰        | ۱           | ۱   |
| ۱۰   | افشین حاجی‌پور      | ۰           | ۱        | ۰           | ۱   |
| ۱۰   | گل به خودی حریفان  | ۰           | ۱        | ۰           | ۱   |
|      | جمع                | ۳۲          | ۲۲       | ۱۶          | ۷۰  |

#### دبل‌ها و هت‌تریک‌ها
|      |               | دبل     | دبل      | دبل         | هتریک       | پوکر     | پوکر        |
| ردیف | گلزنان        | آزادکان | جام حذفی | جام برندگان | جام برندگان | جام حذفی | جام برندگان |
| ---- | ------------- | ------- | -------- | ----------- | ----------- | -------- | ----------- |
| ۱    | فرهاد مجیدی   | ۰       | ۰        | ۰           | ۱           | ۰        | ۱           |
| ۲    | داریوش یزدانی | ۰       | ۱        | ۰           | ۰           | ۱        | ۰           |
| ۳    | علی لطیفی     | ۰       | ۱        | ۱           | ۱           | ۰        | ۰           |
| ۴    | محمد نوازی    | ۰       | ۱        | ۰           | ۰           | ۰        | ۰           |
| ۵    | محمود فکری    | ۱       | ۰        | ۰           | ۰           | ۰        | ۰           |
|      | جمع           | ۵       | ۵        | ۵           | ۲           | ۲        | ۲           |

### عملکرد مربیان
| عنوان بازیها      | بازی | برد | مساوی | باخت | گل زده | گل‌خورده | تفاضل | درصد برد |
| ----------------- | ---- | --- | ----- | ---- | ------ | ------- | ----- | -------- |
| یوگنی سکوموروخوف  |      |     |       |      |        |         |       |          |
| لیگ آزادگان       | ۱۸   | ۱۰  | ۶     | ۲    | ۲۴     | ۱۱      | ۱۳    | ۵۶٪      |
| جام حذفی          | ۲    | ۲   | ۰     | ۰    | ۸      | ۰       | ۸     | ۱۰۰٪     |
| جام در جام آسیا   | ۴    | ۲   | ۱     | ۱    | ۱۶     | ۲       | ۱۴    | ۵۰٪      |
| منصور پورحیدری    |      |     |       |      |        |         |       |          |
| لیگ آزادگان       | ۸    | ۲   | ۵     | ۱    | ۸      | ۴       | ۴     | ۲۵٪      |
| جام حذفی          | ۵    | ۴   | ۱     | ۰    | ۱۴     | ۴       | ۱۰    | ۸۰٪      |
| جمع عملکرد مربیان |      |     |       |      |        |         |       |          |
| سکوموروخوف        | ۲۴   | ۱۴  | ۷     | ۳    | ۴۸     | ۱۳      | ۳۵    | ۵۸٪      |
| پورحیدری          | ۱۳   | ۶   | ۶     | ۱    | ۲۲     | ۸       | ۱۴    | ۲۴٪      |

### کاپیتان‌های فصل
| رده | نام            | جام آزادکان | جام حذفی | جام برندگان | جمع |
| --- | -------------- | ----------- | -------- | ----------- | --- |
| ۱   | جواد زرینچه    | ۱۲          | ۷        | ۴           | ۲۳  |
| ۲   | محمود فکری     | ۱۰          | ۰        | ۰           | ۱۰  |
| ۳   | رضا حسن‌زاده    | ۲           | ۰        | ۰           | ۲   |
| ۴   | علیرضا اکبرپور | ۲           | ۰        | ۰           | ۲   |

- فقط کاپیتان‌هایی که بازی را شروع کرده‌اند در این جدول قرار گرفته‌اند و کاپیتان‌های تعویضی محاسبه نشده‌اند.